# Quem Quer Namorar com o Agricultor? (6.ª temporada)
A sexta temporada de Quem Quer Namorar com o Agricultor?, cujo programa também é conhecido por Quem Quer Namorar com a Agricultora?, estreou a 11 de setembro de 2022 na SIC e terminou a 18 de fevereiro de 2023, com a apresentação de Andreia Rodrigues. É uma adaptação do formato britânico Farmer Wants a Wife.

## Resumo

### Episódios
| Resumo | Resumo | Episódios | Episódios | Originalmente exibido  | Originalmente exibido   |
| Resumo | Resumo | Episódios | Episódios | Estreia da temporada   | Final da temporada      |
| ------ | ------ | --------- | --------- | ---------------------- | ----------------------- |
|        | 1      | 14        | 14        | 11 de setembro de 2022 | 18 de fevereiro de 2023 |

### Diários dos Agricultores
| Resumo | Resumo | Episódios | Episódios | Originalmente exibido  | Originalmente exibido   |
| Resumo | Resumo | Episódios | Episódios | Estreia da temporada   | Final da temporada      |
| ------ | ------ | --------- | --------- | ---------------------- | ----------------------- |
|        | 1      | 90        | 90        | 12 de setembro de 2022 | 17 de fevereiro de 2023 |

### Diários da Agricultora
| Resumo | Resumo | Episódios | Episódios | Originalmente exibido  | Originalmente exibido   |
| Resumo | Resumo | Episódios | Episódios | Estreia da temporada   | Final da temporada      |
| ------ | ------ | --------- | --------- | ---------------------- | ----------------------- |
|        | 1      | 90        | 90        | 12 de setembro de 2022 | 17 de fevereiro de 2023 |

## Episódios
| #  | ## | Título        | Exibição original       | Audiências (share) |
| -- | -- | ------------- | ----------------------- | ------------------ |
| 60 | 1  | "Episódio 1"  | 11 de setembro de 2022  | ASD                |
| 61 | 2  | "Episódio 2"  | 18 de setembro de 2022  | ASD                |
| 62 | 3  | "Episódio 3"  | 25 de setembro de 2022  | ASD                |
| 63 | 4  | "Episódio 4"  | 9 de outubro de 2022    | ASD                |
| 64 | 5  | "Episódio 5"  | 16 de outubro de 2022   | ASD                |
| 65 | 6  | "Episódio 6"  | 23 de outubro de 2022   | ASD                |
| 66 | 7  | "Episódio 7"  | 30 de outubro de 2022   | ASD                |
| 67 | 8  | "Episódio 8"  | 6 de novembro de 2022   | ASD                |
| 68 | 9  | "Episódio 9"  | 13 de novembro de 2022  | ASD                |
| 69 | 10 | "Episódio 10" | 20 de novembro de 2022  | ASD                |
| 70 | 11 | "Episódio 11" | 27 de novembro de 2022  | ASD                |
| 71 | 12 | "Episódio 12" | 12 de dezembro de 2022  | ASD                |
| 72 | 13 | "Episódio 13" | 18 de dezembro de 2022  | ASD                |
| 73 | 14 | "Episódio 14" | 18 de fevereiro de 2023 | ASD                |

## Diários dos Agricultores
| 283 | 1  | "Diário 1"  | 12 de setembro de 2022  | ASD |
| ... |    |             |                         |     |
| 373 | 90 | "Diário 90" | 17 de fevereiro de 2023 | ASD |

## Diários da Agricultora
| 199 | 1  | "Diário 1"  | 12 de setembro de 2022  | ASD |
| ... |    |             |                         |     |
| 289 | 90 | "Diário 90" | 17 de fevereiro de 2023 | ASD |

## Agricultores e pretendentes

### Agricultor Alexandre Parata
Alexandre Parata tem 21 anos e é natural da região de Beja. Técnico agropecuário, procura alguém que embarque consigo nos seus projetos e que tenha gosto pela vida agrícola. É conhecido por ser divertido e gostar de contar anedotas — aliás, acredita que o seu sentido de humor pode ser aquilo que o fará conquistar as pretendentes. Tem um negócio de vacas e também toureia, monta a cavalo, canta e toca música. Já foi mandatário da juventude à Câmara Municipal da Vidigueira pelo PS. Diz ter uma vida bastante ocupada, graças às quase 500 vacas que vivem nos seus 940 hectares de terreno.

Pretendente nº1: Irina Peitinho
- 28 anos
- Vidigueira
- Operadora de Posto de Combustível

Considera-se uma mulher muito responsável, sociável e animada. Para si, uma relação é um trabalho a dois para trilharem o caminho juntos. O momento mais feliz da sua vida foi o nascimento do sobrinho. Gosta de correr, ler e ir ao ginásio. Procura um homem simpático, bem-disposto, brincalhão e trabalhador.

Pretendente nº2: Letycia Rodrigues
- 22 anos
- Setúbal
- Desempregada

Letycia considera-se uma pessoa confiável, tolerante, empática e observadora. Gosta muito de fotografia, viajar e cinema. Apaixonada por animais, procura um homem alto, moreno, com barba e que seja extrovertido, simpático, carinhoso e romântico.

### Agricultor André Mateus
André Mateus tem 37 anos e é de Loulé. André Mateus é produtor de leite e carne caprina. Tem cerca de 400 cabras. Apresenta-se como um homem romântico e sensível, que procura o amor com o objetivo de formar uma família. Trabalhou na hotelaria e na construção civil, mas acabou por se virar para a agricultura — sempre gostou da área porque foi criado com animais e os seus pais também eram agricultores.

Pretendente nº1: Ana Filipa Alves
- 23 anos
- Loures
- Estudante

Ana é atualmente estudante de mestrado integrado em Medicina Veterinária. Considera-se simpática, acessível e divertida. Orgulha-se de ter ingressado no curso de Medicina de Veterinária. Procura um homem alto, que saiba ter uma boa conversa e simpático. Para uma relação é essencial confiança e honestidade.

Pretendente nº2: Filipa Plácido  
- 42 anos
- Guarda
- Lojista

Filipa considera-se humilde, bem-disposta e simpática. O momento mais feliz da sua vida foi o nascimento da filha. Procura um homem inteligente, sensível, carinhoso e extrovertido.

Pretendente nº3: Daniela Rodrigues
- 33 anos
- Tomar
- Desempregada

Daniela é fã de comida vegan e saudável. Adora animais, filmes de terror e dançar kisomba. Gosta de homens com olhar e sorriso marotos. Para um relacionamento é importante respeitarem-se mutuamente e aceitaram como são.

### Agricultor João Coragem
João Coragem tem 32 anos e é da zona da Serra da Estrela. Proprietário de uma quinta que opera como agroturismo, também procura o amor. Tinha apenas 15 anos quando criou uma empresa de animação de festas que mantém até aos dias de hoje — atuam sobretudo em casamentos e batizados, entre outro tipo de eventos. Além disso, tem experiência como DJ, chegou a ter uma banda com a ex-namorada, e é responsável por uma empresa de venda de guloseimas. Além de ter um espírito empreendedor, esteve vários anos na Força Aérea. Atualmente canta com o irmão no grupo AF.

Pretendente nº1: Filipa Mendes
- 27 anos
- Setúbal
- Operadora de loja

Considera-se teimosa e demasiado descontraída. Gosta de meditar e fazer ioga. Procura um homem divertido, aventureiro, amoroso e com boa conversa.
Pretendente nº2: Sabrina Preto
- 41 anos
- Paço de Arcos
- Enfermeira

Carinhosa, atenciosa e leal, Sabrina considera o nascimento do filho o momento mais importante na sua vida. Gosta de passear na praia e sonha conhecer as Maldivas. Procura um homem inteligente, bem-humorado, divertido e leal.
Pretendente nº3: Tânia Vilela
- 29 anos
- Maia
- Lojista

Considera-se muito amiga do seu amigo, divertida, simpática, carinhosa e humilde. Numa relação considera que investe muito na outra pessoa. Gosta de ouvir música, ir ao ginásio e ouvir séries. Tem medo de aranhas e cobras. Procura uma pessoa verdadeira, humilde, divertida, com bom humor e um pouco romântica.

Pretendente nº4: Mónica Santos
- 27 anos
- Amadora

Professora de atividades desportivas e Bailarina. Considera-se divertida, responsável e espontânea. Adora animais, cozinhar e sair com os amigos. Procura um homem divertido, companheiro e amigo.

### Agricultor António Coragem
António Coragem tem 21 anos, é irmão de João e também é de Seia. É professor de equitação e treinador de cavalos. Quer encontrar o amor e alguém que compreenda e respeite o seu modo de vida. Seguiu as pisadas do irmão mais velho e também atua como DJ. Tinha apenas 14 anos quando começou a acompanhar João nas festas animadas pelo seu projeto. Trabalham juntos na mesma propriedade, em áreas complementares, e estão muito focados nos negócios da família.

Pretendente nº1: Rita Silva
- 23 anos
- Aveiro
- Empregada Fabril

Rita considera-se simpática, carismática e muito divertida. Procura um homem extrovertido, com sentido de humor, sensível e inteligente. Não tolera traições e mentiras.

Pretendente nº2: Filipa Dias
- 22 anos
- Ovar
- Estudante

Filipa é estudante de Fisiologia Clínica e, paralelamente, trabalha num café-bar. Considera-se impulsiva, transparente e sociável. Sonha em ir à Tailândia. Num homem aprecia muito os olhos e o olhar. Procura alguém leal, sincera e que tenha objetivos de vida.

Pretendente nº3: Melissa Rodrigues Major
- 23 anos
- Benavente
- Rececionista em hotelaria de luxo

Melissa é licenciada em Turismo. Considera-se simples e, numa relação, um pouco fria ao início por segurança própria. Adora viajar, andar de mota e sair à noite com os amigos. Procura um homem inteligente, sensível, divertido e sincero.

### Agricultora Marie Brethenoux
Marie Brethenoux tem 32 anos, é luso-francesa mas nunca se sentiu completamente realizada com a vida em Paris. Começou a trabalhar aos 18 anos como modelo, tendo inclusive posado para revistas masculinas. Em “Quer Namorar com o Agricultor?”, contou que não se sentia ela própria nesse papel. E encontrou no campo, na Serra do Bouro — na zona das Caldas da Rainha, na quinta que herdou dos avós — uma forma de se reconciliar com a vida e descobrir a felicidade. Apesar de também ter experiência na área do marketing, não pretende deixar a agricultura. E um dos seus principais objetivos é concluir um castelo que o avô começou a construir a pensar nos netos mas que nunca conseguiu terminar.

Pretendente nº1: Edgar Mestre
- 45 anos
- Faro
- Empresário

Diz ser uma pessoa amiga, simpática, preocupada e sensível. Não consegue viver sem amor e sem os seus filhos. Adora descansar e estar com os amigos. Procura uma mulher simpática, carinhosa, divertida e educada.

Pretendente nº2: Miguel Santos
- 27 anos
- Porto

Instrutor de Treino Personalizado. Miguel caracteriza-se como tranquilo e independente. É fã de arroz de cabidela e mousse de chocolate. Procura uma mulher inteligente, independente, sincera e aventureira.

Pretendente nº3: Ricardo Dias
- 32 anos
- Terras de Bouro
- Auxiliar de Produção

Diz ser uma pessoa simples, simpática, divertida e responsável. Numa relação, uma pessoa respeitadora, compreensível, divertida e romântica. Tem fotografia e Trekking como hobbies. Procura uma mulher simpática, educada e divertida.

Pretendente nº4: Tiago Miranda
- 34 anos
- Aves
- Empresário

Tiago caracteriza-se como romântico e um pouco ciumento. Nos tempos livres gosta de fazer desporto e estar com os amigos. Procura uma mulher simpática, simples, querida e sincera. Não suporta mentira e falsidade.